# 楊穎妍
楊穎妍（英語：Icy Yeung），香港歌手、女演員、經理人、電台主持及模特兒，有「Strawberry Icy」之稱。祖籍是廣東省潮州，楊穎姸自從主持電台靈異節目後，開始為人熟悉。2012年擔任新城電台靈異節目《恐怖熱線》、《全民心投好》主持，並於2014年以女子組合Magic Gals出道。楊穎妍於2016至2017年擔任面包台主持，2017年後於節目恐怖一粒鐘擔任主持至今。她亦曾出演《再創世紀》、《賭城風雲 (2014年電影)》、《賭城風雲II》、《喜愛夜蒲3》、《勁揪福祿壽》等電視節目及電影。2016年參演台灣電影《有罪》後獲美容公司邀請代言產品，並於台灣以藝人身份出道 。其後主持中天電視中天電話台節目《晚八找樂子》與緯來綜合台節目《鬼燈獎》。

## 簡歷
楊穎妍出生於香港，隨後到國外修讀數學學士學位，並畢業於英屬哥倫比亞大學 。
2013年，楊穎妍參演電影《2013我愛香港: 恭喜發財》。至2014年，楊穎妍以女子組合Magic Gals出道，並於2014年獲得新城勁爆頒獎禮之新城國語新勢力組合獎項及2015新城勁爆跳唱組合獎。
楊穎妍近年發展拍攝網劇及電視節目，並獲ViuTV邀請拍攝節目《VR驅魔人》，亦參與演出RTHK31台電視節目《忘憂理髮店》，同時擔任演藝導師教授Catwalk、寵物貓訓練和手語。

## 演出

### 電視
- RTHK《忘憂理髮店》，2017年
- 緯來綜合台《來自星星的事》[6]，2018年

### 電影
- 《色模》（飾演 Elaine Baby），2015年
- 《喜愛夜蒲3》（飾演女神），2015年

## 節目主持
| 年份      | 節目                    | 角色 | 播放頻道 |
| --------- | ----------------------- | ---- | -------- |
| 2012-2016 | 恐怖熱線                | 主持 | 新城電台 |
| 2013-2016 | 全民心投好              | 主持 | 新城電台 |
| 2016-2017 | 姊妹蒲                  | 主持 | 麵包台   |
| 2016-2017 | 我是車手                | 主持 | 麵包台   |
| 2016-2017 | 催運催財靈靈靈          | 主持 | 麵包台   |
| 2016-2017 | 樂壇在線pop song 流行榜 | 主持 | 麵包台   |
| 2017-至今 | 恐怖一粒鐘              | 主持 | MIHK     |

## 音樂作品
| 專輯# | 專輯名稱 | 專輯類型 | 發行日期 | 曲目       |
| ----- | -------- | -------- | -------- | ---------- |
| 1     | 魔幻世界 | 粵語     | 2016年   | 1.〈單車〉 |

## 外部連接
- 楊穎妍的Facebook
- 楊穎妍的Youtube
- 楊穎妍的Instagram （页面存档备份，存于）